# Церковь иконы Божией Матери «Знамение» на Знаменке

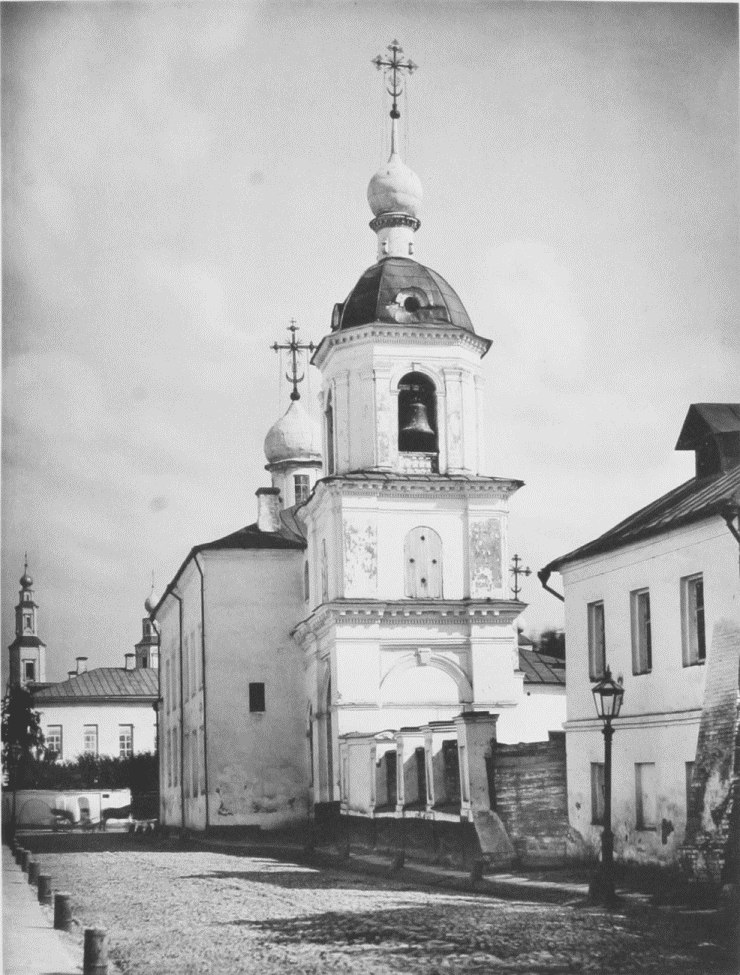
На фотографии из альбома Найденова (1881)

Церковь иконы Божией Матери «Знамение» на Знаменке — утраченная московская православная церковь на пересечении Знаменки и Большого Знаменского переулка, которым дала своё имя.
В 1170 году коалиция Андрея Боголюбского осаждала Новгород. Согласно фольклору, в ответ на это новгородский архиепископ поставил на стену местночтимую икону Богоматери. Затем новогородцы отбили атаку. С тех пор жители города отмечают праздник Знамения Пресвятой Богородицы.
На одном из колоколов храма была надпись, датировавшаяся 1600 годом. Считается, что церковь на Знаменке появилась до начала XVII века. Так, один из последователей Лжедмитрия при допросе говорил:
Который де вор назывался царем Дмитрием… с Москвы, от Знаменья Пречистыя из-за конюшен попов сын Митка.
В 1657 году церковь отмечается в документах как каменная. Первая колокольня была построена в 1667 году. К концу XIX века в приходе имелись храм-четверик XVII века с одной главой, колокольня в стиле классицизма (XVIII век) и трапезная с приделом Николая Чудотворца.
Церковь была закрыта в 1929 году и в 1931 году снесена. На её месте устроена парковка для автомобилей Министерства обороны.